# 土屋総二郎
土屋 総二郎（つちや そうじろう、1949年5月17日 - ）は、日本の技術者、工学博士。デンソー取締役副社長や、日本機械学会副会長、日本プラントメンテナンス協会会長などを歴任した。精密工学会賞等受賞。

## 来歴
愛知県生まれ。愛知県立旭丘高等学校を経て、1973年名古屋大学工学部卒業。名古屋大学体育会自動車部出身。1975年名古屋大学大学院工学研究科修士課程を修了し、日本電装入社。1998年精密工学会技術賞受賞。2001年岐阜大学大学院修了、工学博士。同年デンソーボデー機器事業部長。2002年デンソー取締役。2004年デンソー常務役員。2007年デンソー専務取締役。2008年精密工学会フェロー。2011年デンソー取締役副社長、日本機械学会副会長。2013年デンソー顧問技監/顧問。2014年ニッセイ取締役。2015年豊田合成取締役。2016年日本プラントメンテナンス協会会長。2016年度（第12回）精密工学会賞受賞。2017年DMG森精機監査役。2019年ミツトヨ取締役。